# Ínsua
Ínsua is een plaats (freguesia) in de Portugese gemeente Penalva do Castelo en telt 2045 inwoners (2001).